# میهائیل کورب
میهائیل کورب (استونیایی: Mihhail Korb؛ زادهٔ ۳ اوت ۱۹۸۰) سیاستمدار و نماینده مجلس اهل استونی است.